# أوليف ستون
أوليف ستون (بالإنجليزية: Olive Stone)‏ هي عالمة اجتماع أمريكية، ولدت في 13 يناير 1897، وتوفيت في 8 نوفمبر 1977.